# Cam (fiume)
Il Cam è un fiume dell'Inghilterra orientale lungo 69,4 km, affluente in destra orografica del Great Ouse. I due fiumi si uniscono a sud di Ely, in località Pope's Corner. Il Great Ouse collega il Cam al sistema di canali dell'Inghilterra.
Il Cam collega Cambridge con il Mare del Nord a King's Lynn, situata a circa 65 chilometri. Un'organizzazione chiamata Conservatori del fiume Cam (Conservators of the River Cam) fu fondata nel 1702, allo scopo di mantenere il fiume navigabile. I Conservatori sono responsabili delle tre chiuse a Cambridge e a nord est: Jesus Lock, Baits Bite Lock e Bottisham Lock. Il tratto a monte di Jesus Lock viene chiamato Top River (corso superiore), andando verso monte si passa per il Mill Pond, una diga, il Byron's Pool (dove si pensa Lord Byron facesse il bagno) ed il paese di Grantchester, dove i suoi rami sorgentiferi si uniscono. Il Top River è riservato alle punts (barche dal fondo piatto, simili alle gondole) ed al canottaggio. Il tratto tra Jesus Lock ed il Mill Pond comprende i Backs ed è la parte più apprezzata dai turisti grazie alle viste dei college. Il tratto a nord di Baits Bite Lock viene chiamato Lower River (corso inferiore).
Le squadre di canottaggio dei college utilizzano la porzione di fiume tra Jesus Lock e Bottisham Lock. Vi sono molte houseboats a Cambridge sul corso inferiore, alcune si spostano più a monte durante l'inverno.
In passato il Cam veniva chiamato Granta. Dopo che il nome della città anglo-sassone di Grantebrycge fu cambiato in Cambridge, il fiume fu rinominato di conseguenza.

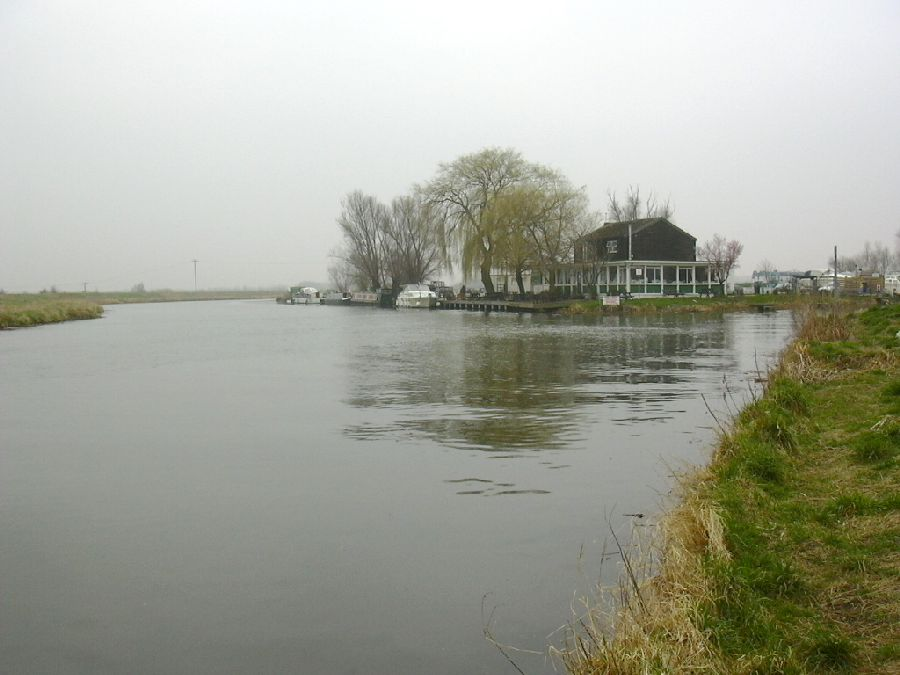
Confluenza dei fiumi Cam (sinistra) e Great Ouse

I due tributari principali del Cam sono noti come Granta e Rhee, anche se sono entrambi ufficialmente chiamati Cam. Il Rhee nasce vicino ad Ashwell, nell'Hertfordshire e scorre per 20 km nelle campagne del Cambridgeshire meridionale. Il tributario più lungo, il Granta, nasce presso Widdington nell'Essex scorrendo per 25 km verso nord costeggiando l'Audley End House per unirsi al Rhee poco prima di Grantchester. Un altro tributario, anch'esso chiamato Granta, scorre per 15 km da Haverhill per unirsi al Granta principale a sud di Great Shelford, paese natale della scrittrice per bambini Philippa Pearce, i cui libri (Minnow on the Say il più famoso) rinominano il fiume Cam in fiume Say, Great e Little Shelford in Great e Little Barley e Cambridge in "Castleford" (da non confondersi con l'omonima città del West Yorkshire).
Un altro tributario minore è il Bourn Brook che nasce vicino ad Eltisley, 15 km ad ovest di Cambridge, attraversando Caxton, Bourn e Toft e sfociando nel Cam a Byron's Pool.